# 松澤知恵
松澤 知恵（まつざわ ちえ、1909年（明治42年） - 2006年（平成18年））は、昭和初期の社団法人日本放送協会東京中央放送局の女性アナウンサー。

## 来歴・人物
群馬県桐生市出身。7人姉弟の2番目として生まれる。桐生で生まれた後、すぐ京都へ移り、小学校入学の時に東京へ転居。女学校時代は再び桐生へ戻り、その後大阪へ移る。大阪府女子専門学校（後の大阪女子大学 → 現・大阪府立大学）国文科卒業。学生時代の1930年2月に大阪放送局にて童話の放送への出演を経験している。最初、学校を卒業した後は国語の教員になろうと思っていた。学校を卒業した後、父の転勤により東京へ移り住む。長姉が嫁いだ後に、当人については「良い働き口があれば、働きに出したい」と方針が変わり、1932年に東京中央放送局がアナウンサーを募集した際、親がたまたまラジオを聴いていてそのアナウンサー募集を知り、アナウンサー受験を勧めて叔母の家へ手伝いに行っていた先の桐生から東京へ戻る。1380人の応募者の中から150倍の競争率の中で選ばれて6月に入局した9人のうちのひとり、また、東京勤務となった2人のうちのひとりであり、東京中央放送局では松崎千代子以来5年ぶりの女性アナウンサーとなった。
入局当初は鼻濁音の発音が苦手で、新人時代に厳しく矯正指導を受けた。初放送は入局した年、1932年7月7日放送の『料理献立』であり、これはこの番組を女性アナウンサーが担当した最初であった。このときの放送内容は、後に松沢自身によって再現されて録音が残され、NHK放送博物館と東京都江戸東京博物館で公開された。また、当時は女性アナウンサーは担当しなかった『経済市況』一度だけ担当したことがある。これは通常時に担当している男性アナウンサーが遅刻したための代理担当であった。
和服で局に来られると「ダラダラしているように見える」ということで、初任給の大半を洋服代に費やしたという。
毎日多くのファンから手紙が届き、一日放送を休んだだけで見舞状が届いたという人気ぶりで、前述の経済市況を代理で担当した時も「経済市況は女性に担当させよ」との好感の投書も来た。上野駅からの中継放送の時には、運転士が彼女の声に気を取られて発車が少し遅れてしまったという逸話もある。そして室生犀星は、松沢の声について「春の朝のウグイスを聞くような」と評したという。
後にのどを痛めて体調を崩し、一時的な音声障害に陥ったため、1937年4月12日の放送を最後にマイクの前から退いたとされている。同年4月以降もアナウンサーとして籍を置いていたが、1938年4月初旬の都新聞内の記事には「異動があってマイクから離れ、教養課に移って専ら放送事務」を務めているとある。教養課では女性職員らの教育などを担当し、太平洋戦争後は『主婦日記』『女性教室』『明るい茶の間』『メロディーにのせて』『私の本棚』など各番組の制作を担当した。独身のままNHKで勤め上げ、1968年に定年となった後も、日本放送出版協会（現・NHK出版）に出向し、料理番組のテキストの編集を10年ほど続けた。
退職後、雑誌の記者による取材に対し「女性の先駆けだからと、無理したことはありません。ただ放送の仕事が好きだったのよ」と語っている。
日本放送協会 (NHK) が1995年にまとめた音声資料『NHK音でつづる放送70年』には、「女性アナウンサーの仕事ぶり」と題して、松澤がアナウンサーを務めた『日用品の値段』が収録されている。